# Ден първи, ден последен
„Ден първи, ден последен“ (на украински: День перший, день останній) е съветска мелодрама от 1978 година.

## Сюжет
По време на снимките на документален филм в Талин, киевският кинооператор Андрей (Леонид Бакщаев) среща и се влюбва в младата естонка Реет (Любов Виролайнен), която отвръща на чувствата му. Но Реет е омъжена и има дъщеря, Маарика. За да запази семейството си, Реет решава да се раздели с Андрей.

## В ролите
- Леонид Бакщаев като Алексей
- Любов Виролайнен като Реет
- Улдис Ваздикс като Маркус